# Шанселла
Шанселла́ (фр. Champcella, окс. Champcelat) — коммуна во Франции, находится в регионе Прованс — Альпы — Лазурный Берег. Департамент коммуны — Верхние Альпы. Входит в состав кантона Л’Аржантьер-ла-Бессе. Округ коммуны — Бриансон.
Код INSEE коммуны — 05031.

## Население
Население коммуны на 2008 год составляло 170 человек.
| 1962 | 1968 | 1975 | 1982 | 1990 | 1999 | 2008 |
| ---- | ---- | ---- | ---- | ---- | ---- | ---- |
| 187  | 197  | 153  | 147  | 156  | 142  | 170  |

## Экономика
В 2007 году среди 98 человек в трудоспособном возрасте (15—64 лет) 71 были экономически активными, 27 — неактивными (показатель активности — 72,4 %, в 1999 году было 70,6 %). Из 71 активных работали 65 человек (35 мужчин и 30 женщин), безработных было 6 (2 мужчин и 4 женщины). Среди 27 неактивных 6 человек были учениками или студентами, 9 — пенсионерами, 12 были неактивными по другим причинам.

## Достопримечательности
- Римская дорога
- Часовня Рам
- Церковь Свв. Петра и Павла
- Пропасть Гурфуран